# Dona Lenoca
Estelita Rodrigues Borralho, conhecida como Dona Lenoca, é uma chef de cozinha brasileira.
Sua "base" (tipo de restaurante caseiro comum no Maranhão) é especializada em frutos do mar, principalmente caranguejo. Inicialmente localizada nos bairros da Alemanha (no quintal da sua casa, em São Luís) e Vila Palmeira, instalou-se mais tarde no Centro Histórico Praça  Pedro II, integrante da área tombada como Patrimônio Histórico da Humanidade pela UNESCO-ONU, e na Avenida Litorânea (Base de Lenoca Beach).
Foi condecorada com a Ordem do Mérito Cultural em 1997.